# Takis (snack)
Los Takis son una marca mexicana de bocadillos de totopos de maíz enrollados elaborados por Barcel, una subsidiaria de Grupo Bimbo. A la moda del taquito, viene en numerosos sabores, el sabor más vendido es el de «Fuego» que sabe a chile y limón, que se vende en bolsas moradas distintivas. Además de las hojuelas de maíz enrolladas, Takis también produce una serie de otros bocadillos con las mismas líneas de sabor, incluidas varias variedades de papas fritas, stix de maíz, palomitas de maíz y cacahuates.
Los Takis se inventaron en México en 1999 y se introdujeron en los Estados Unidos en 2004. Originalmente, Barcel tenía la intención de dirigir los Takis hacia la demografía hispana del mercado de bocadillos, pero su popularidad se ha extendido rápidamente entre los adolescentes de diferentes orígenes culturales.En Uruguay su popularidad se extendió tal que varios emprendimientos comenzaron a llevarlos de contrabando y venderlos irregularmente, culminando en la decisión de la marca de importarlos oficialmente a finales de marzo de 2024.

## Sabores

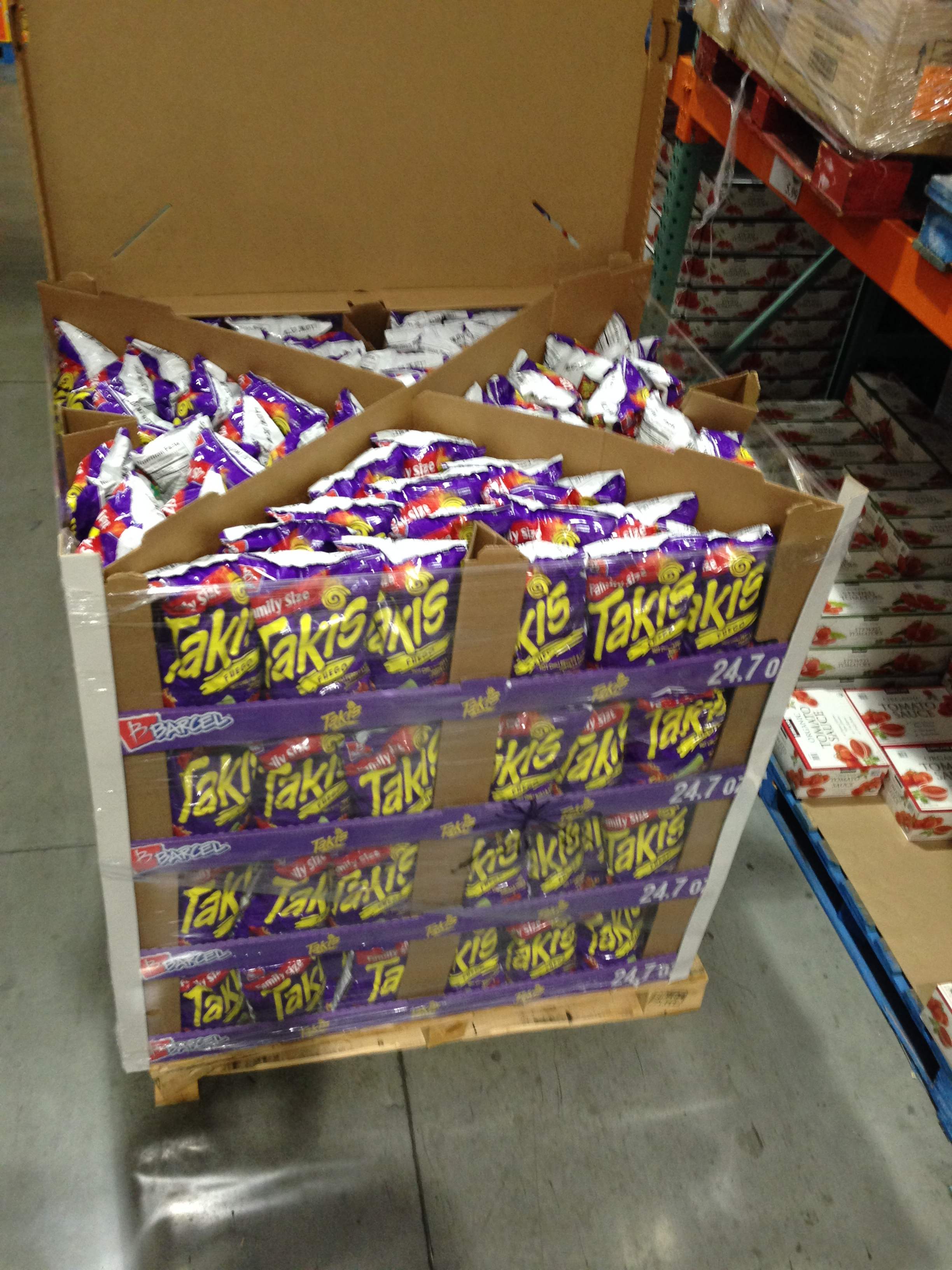
Cajas de Takis en un palé.

Los Takis se preparan en una variedad de sabores, que incluyen:
- Angry Burger, una hamburguesa picante con sabor a pepinillo (empaque verde)[5]
- Taco Auténtico, un sabor a taco caliente. (empaque verde)
- BBQ Picante, un sabor picante a barbacoa. (empaque marrón)
- Blue Flame, un sabor extremo a barbacoa. (empaque azul)
- Blue Heat, un sabor picante a chile. (empaque azul)
- Chile Limón, un sabor de bajo picante a chile y limón. Este sabor fue lanzado en Estados Unidos en 2024 y México en 2025. (empaque morado y amarillo)
- Cobra, un sabor a salsa inglesa y limón. (empaque rojo)
- Fajitas crujientes, un sabor a fajita de pollo con aspecto amarillento. (empaque verde)
- Dragon Sweet Chili, un sabor dulce y picante con una apariencia roja-naranja opaca. (empaque negro)
- Fuego, un sabor picante a chile y limón. Es el más picante de todas las variedades, así como el sabor más popular. Este sabor fue lanzado en México en 2006. (empaque morado)
- Fuego azul, un bocadillo picante cubierto con un polvo de especias azul misterioso, con un sabor similar al de Fuego. Este sabor fue lanzado en los Estados Unidos en 2019 y México en 2023 como Blue Heat. (empaque azul).
- Huakamoles, un sabor picante cubierto con un estilo de guacamole de salsa. Este sabor fue lanzado en México en 2004. (empaque blanco)
- Nacho intenso, un sabor a queso no picante y el primer sabor no picante de Takis. (empaque naranja)
- Kaboom, un sabor a kétchup y sriracha. (empaque morado, rojo y blanco)
- Lava, un sabor a queso y chipotle. (empaque de naranja)
- Ninja Teriyaki, un sabor teriyaki picante. (empaque amarillo)
- Nitro, un sabor a chile habanero. (empaque negro-rojo)
- Original, un sabor ligeramente picante. Este sabor fue lanzado en México en 1999. (empaque verde)
- Outlaw, un sabor picante a barbacoa. (empaque rojo oscuro)
- Party, sabor a queso y chile. (empaque rosa)
- Rock, una presentación con sabor a chorizo. (empaque naranja)
- Sal De Mar (anteriormente "Classic"), un aperitivo suave cubierto con sal marina
- Salsa Brava, un sabor ligeramente más picante que el original. Este sabor fue lanzado en México en 2003. (empaque amarillo)
- Scorpion BBQ, un sabor a barbacoa. (empaque marrón y púrpura)
- Titán, un sabor a chipotle y limón. (empaque rojo oscuro)
- Volcano Queso, un sabor a queso habanero. (empaque amarillo-verde y naranja)
- Wild, un sabor a búfalo caliente. (empaque azul cielo)
- Xplosion, una variedad picante con sabor a queso y chile. (empaque de naranja)
- Xtra Hot, un sabor picante similar al Fuego, pero menos picante. (envase negro-púrpura)
- Zombie, un sabor a habanero y pepino. (empaque negro y verde)

## Otros productos
En julio de 2020, Razor lanzó su scooter diseñado con la marca Takis. También en ese mes, Totino's lanzó Totino's Takis Fuego Mini Snack Bites, que consiste en rollos de pizza cubiertos con condimento Takis Fuego. En octubre de 2020, Takis presentó Takis Hot Nuts, con cacahuates en una cáscara crujiente cubierta con condimento Takis. Sus sabores incluyen Fuego, Flare y Smokin' Lime. En 2021, Grupo Bimbo amplió el portafolio de snacks de Takis para incluir:
- Takis Waves, papas fritas estriadas[9]
- Takis Watz, aperitivo de queso[9]
- Takis POP!, palomitas de maíz listas para comer[9]
- Takis Stix, palillo de bocadillo de maíz[9]
- Takis Crisps, patatas fritas con forma de Pringles[10]
- Takis Kettlez, snack de patatas fritas cocidas con tetera
- Takis Hot Nuts, cacahuates cubiertos de bocadillos crujientes de maíz
- Takis Chippz, papas fritas cortadas en trozo fino

## Problemas de salud
Ha habido múltiples afirmaciones en Internet de que Takis y otros bocadillos picantes causan úlceras y cáncer.  Aunque las afirmaciones antes mencionadas se han confirmado como falsas, los científicos y los médicos han atribuido la gastritis y otros problemas relacionados con el estómago a Takis, aunque esto solo se ha registrado cuando se ingiere en demasiadas cantidades. La gastritis crónica puede causar úlceras y cáncer de estómago.